# James Voss
Pour les articles homonymes, voir Voss (homonymie).
James Shelton Voss dit Jim Voss est un astronaute américain né le 3 mars 1949.

## Vols réalisés
- 24 novembre 1991 : Atlantis (STS-44), spécialiste de mission
- 2 décembre 1992 : Discovery (STS-53), spécialiste de mission
- 7 septembre 1995 : Endeavour (STS-69), commandant de charge utile
- 19 mai 2000 : Atlantis (STS-101), spécialiste de mission
- Il est membre de l'Expédition 2, lancée à bord du vol Discovery STS-102 le 8 mars 2001 et retournée sur terre le 22 août 2001 à bord du vol STS-105.